# でんぱch.・〜TOKYO DEMPA INTERNATIONAL〜
『でんぱch.♥〜TOKYO DEMPA INTERNATIONAL〜』（でんぱちゃんトーキョーデンパインターナショナル）は、2015年から2020年まで日本のTOKYO FMで放送されたラジオ番組。その後、『でんぱch.♥』（でんぱちゃん）として受け継ぎ、JFN PARKでネット配信されている。

## 概要
番組のコンセプトは「NIPPONのラブを世界にお届け！」。
でんぱ組.incの古川未鈴と藤咲彩音がメインDJとして、日本が世界に誇る素晴らしいカルチャー、素晴らしい情報、素晴らしい人物などなど…世界にもっとLOVEしてほしい日本のモノを、でんぱ組.inc独自の視点で紹介している。
また、二人が早口であり、情報量が詰め込まれていることも特徴となっている。略称は「でんぱch.♥」（でんぱちゃん）。リスナーの総称は「でんぱch.勢」など。

## 略歴
2015年4月2日、以前の『妄想科学デパート AKIBANOISE』の枠を引き継いでスタートし、当初放送時間は毎週木曜（水曜深夜）の1:00 - 1:30であった。
その一方で同年7月31日より、『TuneIn』との連携で開設された外国人向けの多言語情報配信チャネル『TOKYO FM WORLD』にて、『DEMPA ch.』英語版など4番組のポッドキャストが試験配信された。
10月5日には地上波のTOKYO FMにて従来の深夜枠から移動し、新番組『TOKYO FM WORLD』内に組み込まれる形で、毎週月曜 - 水曜の21:00 - 21:15に放送された。以降、TuneInで英語版の配信も継続している。
同年9月17日（16日深夜）に生放送を実施。
大晦日には18時から「今年はのびしろ・来年はおみごとスペシャル」を放送。
2016年4月10日、「緊急生放送〜EARTH×HEART LIVE 2016直前・でんぱ de 特電 SP」と題して、でんぱ組.incメンバーがチケット特電のオペレーターにチャレンジし、ニコニコ生放送でも配信された。
2017年1月7日、幕張メッセイベントホールにて『でんぱ組.inc検定 in幕張』の後に『でんぱch.♥』公開収録が開催された。
2016年秋から約1年間に渡って三才ブックス発行の『ラジオ番組表』が募集した第10回「好きなDJランキング」では、古川と藤咲の二人が1096票を獲得してFM部門の第1位に輝き、2017年秋号の誌上にて発表されインタビューが掲載された。二人は同誌の表紙を飾るとともに、TOKYO FMにおいても共通の写真とロゴで合わせた、念願の番組ポスターとなって貼り出された。
2018年2月11日、都立井の頭恩賜公園 西園にて『東京2020ライブサイト in 2018』の一環として公開収録イベントを実施。当日の模様は、2月21日に21時30分までの拡大版で放送された。
同年3月26日には、緊急生放送が21時30分までの拡大版で実施された。
4月2日からは、放送の曜日はそのままで、時間帯が15分遅い21:15 - 21:28に移動された。
9月の1ヵ月間は、水曜のみパソナテック提供で放送が行われた。9月25日には「パソナテック presents でんぱch.♥放送500回記念〜届け！働きちゃん公開収録SP〜」が、東京のTRAVEL HUB MIXにて開催され、メンバー全員が登壇した。9月限定企画だった「働きちゃん」コーナーの特別版で、この模様は10月15日に21時開始の拡大版で放送された。
9月25日から、特別企画『でんぱch.♥ロゴ選手権!!』として番組のロゴデザインを募集。Twitter上での応募や投票を経て、10月29日の番組中に決定した優勝作品は、番組公式Twitterのヘッダーとなった。
11月26日、21時開始の拡大版で生放送され「幻の13曲目は何だ選手権」を開催した。
大晦日には「でんぱ組.incニューアルバム発売直前！『ワレワレハデンパチャンダ・大晦日SP』」と題し、この時点でのメンバー全7名が出演、20時から1時間半にわたり生放送された。また、古川と藤咲は年を越してまもない午前1時からの2時間には「平成最後のお正月！TOKYO FM パーソナリティーが選ぶ『平成のベストソング』スペシャル！」の生放送でもMCを務めた。
2018年末に『TOKYO FM WORLD』が終了し、番組表でもそのフロート番組に位置付けられていた『でんぱch.♥』は、2019年頭からは独立した番組として記載されている。
2019年4月5日（4日深夜）からは週1回の放送となり、毎週金曜 1:00 - 1:30（木曜深夜）に放送される。7月22日、TuneInでの英語版は第202回の配信をもって終了した。
2020年3月13日（12日深夜）の放送で、番組終了について発表。3月20日には、春分の日の昼下がり2時間に渡り、太田胃散プレゼンツ TOKYO FM ホリデースペシャル『でんぱch.❤︎ 〜萌えきゅんラジオをお昼にお届け〜』を生放送した。3月27日（26日深夜）、FM放送としては最終回を迎えたが、新年度からJFN PARKへの移籍により番組は存続するとの朗報があり、直後にその第0回がティザー的に配信された。
2021年5月27日配信分をもって古川が産休に入り、2021年6月10日配信分より助っ人MCとして愛川こずえと高咲陽菜が登場する(古川復帰後は4人MC体制となる)
2022年12月29日配信分をもって愛川がMCを卒業
2024年12月26日配信にて、2025年1月一杯の配信をもって番組が終了することが発表された
2025年1月30日の配信をもって番組が終了した

## 出演

### パーソナリティ
- 古川未鈴（ふるかわ みりん）/でんぱ組.inc（愛称：みりんちゃん） 2015年4月2日 -
- 藤咲彩音（ふじさき あやね）/でんぱ組.inc（愛称：ピンキー！） 2015年4月2日 -
- 高咲陽菜（たかさき ひな）/でんぱ組.inc（愛称：ひなちゃん） 2021年6月10日 -
- 愛川こずえ（あいかわ こずえ）/でんぱ組.inc（愛称：こずこず） 2021年6月10日 - 2022年12月29日

### ゲスト
- 相沢梨紗・夢眠ねむ・成瀬瑛美・最上もが（第1回）[5] - でんぱ組.incのメンバーとして。
- 中川翔子（2015年4月30日）[23]
- でんぱ組.inc（2016年4月10日）-「EARTH×HEART LIVE 2016直前・でんぱ de 特電SP」[24]
- まつおさん（2016年6月7日）- 放送後記メルマガ「でんぱCh.♥学園 ピンキーの居残りレポート」に先生役として登場する女性放送作家。
- 相沢梨紗・成瀬瑛美（2017年1月）-「でんぱ組.inc検定」直後の公開収録。
- 星野にぁ（2017年5月1日 - 3日）- 妄想キャリブレーション、ニァピンのメンバー。
- ノーラ（2017年7月24日）- ピンキー!ノーラ&ペトラのメンバー。
- 鹿目凛（2018年4月16日・25日）- ベボガ![注 4]、でんぱ組.incのメンバー。
- 水戸しのぶ（2018年4月17日・23日）- ベボガ!のメンバー[注 4]。
- 葉月梨花（2018年4月18日・24日）- ベボガ!のメンバー[注 4]。
- 夢眠ねむ（2018年6月25日 - 27日）- ピンチヒッター出演。
- 根本凪（2018年7月2日 - 4日）- 虹のコンキスタドール、でんぱ組.incのメンバー。ピンチヒッター出演。（2019年1月21日 - 23日・2月20日[25]7月11日・18日）
- 本間覚（2018年9月12日）- ゲーム開発会社CD Projekt RED ジャパン・カントリー・マネージャー[26]。
- 板垣祐介（2018年9月19日）- 作曲家、編曲家、ギタリスト。でんでんバンドのリーダー[27]。
- 篠田利隆（2018年9月26日）- アマナ異次元、映像監督[28]。
- 福嶋麻衣子・でんぱ組.inc[注 5]（2018年10月15日）-アイドルプロデューサーと、メンバー。「パソナテック presents でんぱch.♥放送500回記念〜届け！働きちゃん公開収録SP〜」[29]
- 成瀬瑛美（2018年11月26日）- 拡大版で生放送。
- でんぱ組.inc（2018年12月31日）-「でんぱ組.incニューアルバム発売直前！『ワレワレハデンパチャンダ・大晦日SP』」[30]
- MOSAIC.WAV（2019年1月9日）
- 中村茉依（2019年2月4日・11月8日〈7日深夜〉・12月20日〈19日深夜〉）- 出版社KADOKAWA編集。『おひとりさま専用Walker』の企画・制作など[31][32]。
- 相沢梨紗（2019年2月11日・13日・18日、2020年3月20日昼）[33]
- MEW・RITO（2020年2月21日〈20日深夜〉）- meme tokyo.のメンバー。
- 林克彦（2020年3月20日昼）- ファミ通編集長。

## 放送時間

### 配信時間
- 木曜（週1回）22:00（2020年4月 - ）

### 過去の放送時間
- 木曜（水曜深夜）1:00 - 1:30（2015年4月2日 - 10月1日）[34]
- 月曜 - 水曜 21:00 - 21:15（2015年10月5日 - 2018年3月28日）[10]- 2018年より番組本編の開始時刻と終了時刻が合計数分間ほど拡大された[注 6]。
- 月曜 - 水曜 21:15 - 21:30（2018年4月2日 - 2019年3月27日）[注 7]
- 金曜（木曜深夜）1:00 - 1:30（2019年4月5日 - 2020年3月27日）

| 配信期間    | 配信日時     | 配信元   | 備考                       |
| ----------- | ------------ | -------- | -------------------------- |
| 2020年4月 - | 木曜日 10:00 | JFN PARK | 第0回は3月27日（26日深夜） |

## コーナー
オープニング
BGM：「ちゅるりちゅるりら」/ でんぱ組.inc、『ラデツキー行進曲』作品228 / ヨハン・シュトラウス1世、など。
ピンキー！のでんぱch.♥占い
2015年7月9日 - 。
星座占い。
BGM："These Boots Are Made for Walkin'" / Velvet 99
でんカルチャー
2015年4月2日 - 。
番組が独自に調査したビックリな日本の最新カルチャーを紹介。世界に誇れる日本の文化なら「お見事」まだまだこれからなら「伸びしろ」を「藤咲ピンキー大先生」が判定。
BGM：『カルメン』より「第1幕への前奏曲」/ ジョルジュ・ビゼー、12 Etudes, Op. 10: No. 12 in C Minor, "Revolutionary" (Arr. Wherry) / MakSim（「伸びしろ」のとき）、など。
クイズ！ランキンクエスト
2015年5月21日 - 。
ランキングが大好きな日本人の価値観を世界に発信するために、あらゆるランキングを探究。順位を一ヶ所穴埋めクイズにする。ランキングはポータルサイト gooなどが提供。
BGM：『ドラゴンクエスト』より「序曲」/ すぎやまこういち、"No Limit" / 2 アンリミテッド、など。
日本あざますの会
2018年10月30日 - 。
日本人が「ありがとうございます」=「あざます」と感謝したくなるような出来事を募集し、100段階で判定。
BGM：「文五捕物絵図のテーマ」/ 作曲 冨田勲 音楽 斉藤恒夫、「燃える男」/ 杉良太郎、「ありがとう」/ いきものがかり、など。
LOVE地元
2018年10月31日 - 。全国各地のリスナーから募集した、観光名所からニッチな場所まで地元のLOVEな所を、藤咲が紹介し古川が判定する。
BGM：「地元に帰ろう」/ GMT、など。
古川未鈴の そろそろゲームする？
2020年 - 。
ゲーマーアイドル古川未鈴に聞きたい質問・相談を募集。
聞いているうちに、そろそろゲームがしたくなるトークを展開し、その結果を藤咲がジャッジする。
略称は「そろゲー」。
フルコの知らない世界
2020年 - 。
フルコ・ミリックス（古川未鈴）が食い付きそうな知らない情報を募集。
フルコの好奇心をくすぐるべく、様々な世界の魅力を発信して行く。
メール祭り
2015年 - 。
リスナーからの番組の感想や、出演者への質問・相談・普通のお便りを、時間が許す限り紹介。
BGM：「特攻野郎Aチームのテーマ」- "Theme From The A-Team" / マイク・ポスト、など。
空耳でんぱ
不定期。
でんぱ組.incの楽曲で実際の歌詞とリスナーが聴こえた歌詞の違いを検証。
BGM：「ラ・ヴィ・アン・ローズ」- "La Vie en rose"、など。
| 歌詞 | 空耳 | 曲名                                                   | 放送日         | 歌唱担当                   | 判定                         |
| --- | --- | ------------------------------------------------------ | -------------- | -------------------------- | ---------------------------- |
| やぁ世界の交通便利すぐにカムバック | やぁ世界の交通ピンキーすぐにカムバック | STAR☆ットしちゃうぜ春だしね                            | 2016年7月25日  | 藤咲彩音                   |                              |
| 膨満感 | ボーマンダ | 惑星★聖歌〜Planet Anthem〜                             | 2017年3月22日  | 古川未鈴                   |                              |
| 彼も彼女もファンキーなビート食らって | 彼も彼女もピンキーなビート食らって | 強い気持ち・強い愛                                     | 2017年5月3日   | 藤咲彩音                   |                              |
| 新しいポーズ早く撮影して | う〜楽しい！ポーズハヤブサっさとして！ | FD2〜レゾンデートル大冒険〜                            | 2017年6月7日   | 古川未鈴                   |                              |
| 面白い出来事話そう | 面白い出来事ハリソンフォード | 君も絶対に降参しないで進まなくちゃ!                    | 2017年7月5日   | 全員                       |                              |
| 二人三脚でやっていこう | みりんさんでやっていこう | まもなく、でんぱ組.incが離陸致します♡                  | 2017年7月26日  | 全員                       |                              |
| ビートゥギャザー | チーズキャッチャー | 最Ψ最好調!                                             | 2017年8月9日   | 成瀬瑛美                   |                              |
| 希望 野望 ワシづかめ！ごっそり | 希望野望は火つかねぇガソリン | バリ3共和国                                            | 2017年8月16日  | 古川未鈴                   |                              |
| Hey タイショー！ | Hey テンション！ | バリ3共和国                                            | -年-月-日      | 藤咲彩音                   |                              |
| Drive or Die! | だいぶヤバい | 破! to the Future                                      | 2017年11月8日  | 全員                       |                              |
| うだうだぐだぐだしてても時間は | うだうだぐだぐだしててもジーパンは | 最Ψ最好調!                                             | 2017年11月22日 | 成瀬瑛美                   |                              |
| 気がついたら即座に | 気がついたらフサフサに | FD2〜レゾンデートル大冒険〜                            | 2017年11月29日 | 藤咲彩音                   |                              |
| 待ってるだけじゃ咲けないよ | 待ってるだけじゃ最低だよ | STAR☆ットしちゃうぜ春だしね                            | 2018年1月10日  | 古川未鈴                   |                              |
| オーロラみたいなメイクして | おならみたいなメイクして | あした地球がこなごなになっても                         | 2018年2月7日   | 藤咲彩音                   |                              |
| 乙女はそれでいいのだ | ヲタ芸はそれでいいのだ | サクラあっぱれーしょん                                 | 2018年2月14日  | 夢眠ねむ                   |                              |
| 七転八倒 Never Never Give Up! | 七転八倒 ねばねばキットカット | ファンファーレは僕らのために                           | 2018年2月28日  | 全員                       |                              |
| I just killed the Phantom of my soul I just killed the Phantom of my heart I just killed the Phantom of my self I'm … the only one                                                                     | あざっす！きゅんさんパン粉うまそう あざっす！きゅんさんパン粉うまいうまい あざっす！きゅんさんパン粉うまいっす あーあーあーあーサバイバー                            | Phantom of the truth                                   | 2018年3月14日  | 全員                       |                              |
| 手のひらに収まるほど小さく見える | ねむきゅんに収まるほど小さく見える | アンサンブルは手のひらに                               | 2018年3月21日  | 夢眠ねむ                   |                              |
| ワクみが止まんねえんだ | 国民が困ってんだ | ギラメタスでんぱスターズ                               | 2018年4月4日   | 全員                       |                              |
| 序の序の序盤じゃん | ジャラジャラジャラジャン | ギラメタスでんぱスターズ                               | 2018年4月11日  | 藤咲彩音                   |                              |
| 光速ですんませんね もう次にいるんだわ 騙された気で 翔んでみなっしゃいな 無重力 どこだってスイッチョン スイッチョン ノーガード インファイト インファイト やっべえやつ 集合 集合 大暴走 でんでんでんでん | こうそくで済ませて モツ煮るんだわ 騙された気で 食べいらっしゃいな 無重力 どこだって水とん水とん トマト芋芋 やめろ臭豆腐臭豆腐 大暴走でいでいでいでい                 | ギラメタスでんぱスターズ                               | 2018年5月2日   | 全員                       |                              |
| 最短距離での進化 ショートカット | 最短距離でマシンガン ショットガン | ψですI LIKE YOU                                        | 2018年5月9日   | 相沢梨紗                   |                              |
| そのセンテンス コピペコピペBAN | そのせいです コペペコペペパン | 破! to the Future                                      | 2018年5月16日  | 藤咲彩音                   |                              |
| きっとなんかやっぱ失敗だった | 結婚なんかやっぱ失敗だった | おやすみポラリスさよならパラレルワールド               | 2018年5月23日  | 各メンバー交替             |                              |
| 今見てる星はもうねえんだってさ だったらこれ まじチャンスじゃん 輝いたろうじゃん うん億万年 | 今見てる本しかもうねえんだってさ だったらこれ まじ天使じゃん タガメとかじゃん 動くまんねん                                                                           | ギラメタスでんぱスターズ                               | 2018年6月6日   | 各メンバー交替             |                              |
| 赤色センター張ってる だけど自信がまるでない | 赤色先端張ってる だけど受信がまるでない | W.W.D II                                               | 2018年6月20日  | 古川未鈴                   |                              |
| さっき悩んだのなんだったかなぁ | さっき悩んだのなん カタカナ | ナゾカラ                                               | 2018年6月27日  | 全員                       |                              |
| お前ら | All my love | ギラメタスでんぱスターズ                               | 2018年7月4日   | 藤咲彩音                   |                              |
| ずっとこのまま！ | ズンドコドンバンバン | なんてったってシャングリラ                             | 2018年7月11日  | 全員                       |                              |
| しまった急行？ | 四万十急行 | でんぱれーどJAPAN                                      | 2018年7月18日  | 藤咲彩音                   |                              |
| どっちもスカッシュ | Suchmosか | プレシャスサマー!                                      | 2018年7月25日  | 全員                       |                              |
| Listen All Of Y'all It's A Sabotage | リスなのよ いつサボった？ | Sabotage                                               | 2018年8月1日   | 藤咲彩音                   |                              |
| おいでませませギャラクシーショー | おいでませませギャグ師匠 | ギラメタスでんぱスターズ                               | 2018年8月8日   | 相沢梨紗                   |                              |
| 新しい未来を仕込んじゃうぜ | 新しい未来を真骨頂ぜー | STAR☆ットしちゃうぜ春だしね                            | 2018年8月22日  | 成瀬瑛美                   |                              |
| ピチャ… | みりんちゃん | 永久ゾンビーナ                                         | 2018年8月29日  | 相沢梨紗                   |                              |
| ギャラクシーみんなハピネス | かなしみのハピネス | プレシャスサマー！                                     | 2018年9月11日  | 成瀬瑛美、根本凪           |                              |
| 長調 短調 どっちもスカッシュ | 町長 隊長 どっちも好かん | プレシャスサマー！                                     | 2018年9月25日  | 交替、全員                 |                              |
| わけわけわかめな踊り歌で | わけわけわかめな鳥乙女 | プレシャスサマー！                                     | 2018年10月10日 | 全員                       |                              |
| (You'll be alright)(I'll be alright) | 意味もなーい 意味もなーい | エバーグリーン                                         | 2018年11月7日  | 成瀬瑛美                   |                              |
| ピカピカ光ってるフロアーは?? | ピカピカ光ってる物は泡 | なんてったってシャングリラ                             | 2018年11月14日 | 相沢梨紗                   |                              |
| 今日のためにあったんだ | 今日のために大トロ | かぼちゃタンデム                                       | 2018年11月21日 | 成瀬瑛美                   |                              |
| プレシャスサマー！日差しがすげー | プレシャスサマー！武蔵小杉 | プレシャスサマー！                                     | 2018年11月28日 | 全員                       |                              |
| バキバキ光れ | バキバキゆうたろ | プレシャスサマー！                                     | 2018年12月05日 | 相沢梨紗                   |                              |
| ウルトラ超ハッピーです ベイビー | ウルトラ超ハッピー デスティニー | プレシャスサマー！                                     | 2018年12月12日 | 全員                       |                              |
| 信じれば ストーリーは続く | シンデレラストーリーは続く | かぼちゃタンデム                                       | 2018年12月19日 | 全員                       |                              |
| ガシャガシャ走り続けんだー | 感謝感謝走り続けんだー | WWDBEST                                                | 2018年12月26日 | 全員                       |                              |
| | | かぼちゃタンデム                                       | 2019年1月2日   |                            |                              |
| 後悔したって戻れないぜ | 高額査定も取れないで | プレシャスサマー！                                     | 2019年1月16日  | 根本凪                     |                              |
| That's one small step for dempagumi.inc, one giant leap for mankind. | ……ごめんちゃい | FD3, DEMPA ROCKET GO!!                                 | 2019年1月23日  | ギャビン[38]               |                              |
| ロマンティックな持ち方も ちゃんとわかっているんだよ ほらね | 夢を聞くの もう力に ジャンプを買って みんなの膨らみ | かぼちゃタンデム                                       | 2019年1月30日  | 相沢梨紗                   |                              |
| ギラメタス でんぱスターズ | 炒め出すで パスタ | ギラメタスでんぱスターズ                               | 2019年2月18日  | 全員                       |                              |
| イケバニ イケバニ | 池谷 池谷 | NEO JAPONISM                                           | 2019年2月25日  | 最上もが・成瀬瑛美         |                              |
| 何兆通り 試行 オール・デッド・エンド | 何兆通り 浸透 おでん | 太陽系観察中生命体                                     | 2019年3月6日   | 相沢梨紗・鹿目凛           |                              |
| だって伝わってるキミの想い | だって太ってるキミの重い | FD3, DEMPA ROCKET GO!!                                 | 2019年3月13日  | 藤咲彩音                   |                              |
| マジですか!? | マジレスか!? | ムなさわぎのヒみつ?!                                   | 2019年3月27日  | 古川未鈴                   | お見事                       |
| ドロンって しちゃって いいっすかね | カラオケ しちゃって いいっすよね | 破！to the Future                                      | 2019年3月27日  | 藤咲彩音                   | 気持ちは分かる               |
| 2, 3, 4, 5次元? | 兄さんに 高知県 | FD3, DEMPA ROCKET GO!!                                 | 2019年3月27日  | 藤咲彩音                   | 気持ちは分かる               |
| 胸の痛み サーモグラフィ | 胸の痛み さあ僕らピンチ | 太陽系観察中生命体                                     | 2019年5月2日   | 全員                       | お見事                       |
| love goes on | ラッコ ゾーン | BEAM my BEAM                                           | 2019年5月2日   | 全員                       | 気持ちは分かる               |
| Going out of control now !! | 今夜は僕をどう | Phantom of the truth                                   | 2019年5月2日   |                            | 気持ちは分かる               |
| (ready go) お城 (待ってて) 目指し (let me go) 飛んでる | (ready go) 美味しいよ (待ってて) セン刺し (let me go) 頼んでる | かぼちゃタンデム                                       | 2019年6月20日  | 各メンバー交替             | 伸びしろ                     |
| もう考えること棚上げちゃえば | もうカンガルーごと棚上げちゃえば | STAR☆ットしちゃうぜ春だしね                            | 2019年6月20日  | 相沢梨紗                   | 気持ちは分かる               |
| 信じてるって♡念じてるって♡ | 信じてるって♡麺づくりって♡ | 子♡丑♡寅♡卯♡辰♡巳♡                                     | 2019年6月20日  | 全員                       | 気持ちは分かる               |
| Drive or Die ! | 飲み屋街 | 破！to the Future                                      | 2019年8月15日  | 全員                       | 気持ちは分かる               |
| プレシャスサマー! 日差しがすげー | プレシャスサマー! 冷やし茶漬け | プレシャスサマー!                                      | 2019年8月15日  | 全員                       | 気持ちは分かる               |
| （フィンランド語） | おいっ、携帯どけ！ヲタめ湿気、ノーラの足下ありました。 おいミラン！元スタイリスト日本へ。 ノア、マジェスティ、もののけ凄えな。                                       | Kiertokulku                                            | 2019年8月15日  | ペトラ                     | お見事                       |
| 最後の一つになれるまで まだ塗り重ねてくんだ | 最後の一つに並ぶ ママ ババ 塗り重ねてくんだ | Phantom of the truth                                   | 2019年10月24日 | 相沢梨紗                   | 気持ちは分かる               |
| 泣きたくなるようなmoonlight | 泣きたく（ニャー）なるようなmoonlight | ムーンライト伝説                                       | 2019年10月24日 | 夢眠ねむ・効果音           | お見事                       |
| なんてウソ イチゴ味 真っ赤な舌をだす | なんてウソ イチゴ味 孫が舌をだす | ボン・デ・フェスタ                                     | 2019年10月24日 | 藤咲彩音                   | 伸びしろ                     |
| 誰しもが皆 | 彼氏 狼だ | いのちのよろこび                                       | 2020年2月6日   | 根本凪                     | 気持ちは分かる（お見事寄り） |
| 用もないのに大泥棒が | ぎょうもないのに大葉がウォウォーイェー | すきすきソング                                         | 2020年2月6日   | 古川未鈴                   | お見事                       |
| But Make No Mistakes And Switch Up My Channel I'm Buddy Rich When I Fly Off The Handle What Could It Be, It's A Mirage You're Scheming On A Thing - That's Sabotage                                    | 和名の店 しんちゃんのチャンネル あ バレリーナや フライオブザハンバーグ 送り火 サマーノイズ 君のマシンだ Sabotage                                                     | Sabotage                                               | 2020年2月6日   | 全員                       | 聞こえるっちゃ聞こえる       |
| 新しい踊り | 油しっとり | もしもし、インターネット                               | 2020年5月7日   | 藤咲彩音                   | 気持ちは分かる               |
| 愛LOVE 愛LOVE 愛LOVE 愛LOVE | 舞菜！ 舞菜！ 舞菜！ 舞菜！ | アイノカタチ                                           | 2020年5月7日   | 全員                       | 気持ちは分かる               |
| 夜空に虹の | 夜空に肘が | おやすみポラリスさよならパラレルワールド               | 2020年5月7日   | 根本凪                     | 伸びしろ                     |
| 絶対に一つじゃない 大量生産LOVE 今っぽく言えば ダイバーシティじゃん | 絶対に一つじゃない 食べさせろ 今ポッケは 悩ましてんじゃん | 愛が地球救うんさ！だってでんぱ組.incはファミリーでしょ | 2020年6月4日   | 成瀬、相沢、根本、藤咲     | 気持ちは分かる               |
| 戦争無くしちゃって 異次元に乗っかって | 清掃なくしちゃって 二次元に六角形 | おやすみポラリスさよならパラレルワールド               | 2020年6月4日   | 鹿目凛、成瀬瑛美           | 気持ちは分かる               |
| デバフ デバフ ワンパンで楽勝 | 出刃 出刃 VOW VOW しゃらくせい | 愛が地球救うんさ！だってでんぱ組.incはファミリーでしょ | 2020年6月4日   | 根本凪                     | 伸びしろ                     |
| 盆踊り 提灯行列 | もう踊り 超しんどいです | ボン・デ・フェスタ                                     | 2020年7月9日   | 藤咲彩音                   | 伸びしろ                     |
| 運命共同体で 君は僕で | 梅 虚無 ベイベー 君は馬鹿で | 愛が地球救うんさ！だってでんぱ組.incはファミリーでしょ | 2020年7月9日   | 藤咲彩音、根本凪           | お見事                       |
| 発信する/受信する コラージュで 見つめ合う はみ出す重心 個々の中 個々の中で 発 発信 受～重心 発sみ出す個 こ この中で ここで そう 想像力に任せて attack新しい踊り                                        | 発信する/受信する 怒らせて 見つめ合う はみ出した重心を この中 ここのお腹で 母 知ってるし 休み出すー ここの中で 合コンで そうそう 総力に任せて！attack ! あたしゆとり | もしもし、インターネット                               | 2020年7月9日   | 成瀬瑛美、根本凪、藤咲彩音 | お見事                       |
| メイビー ベイビー | プリン プリン | プレシャスサマー                                       | 2020年8月6日   | 根本凪                     | お見事                       |
| グレイト グレイター グレイテスト トゥイン トゥインクル | ペーか ペーだ ペーです ピ ピンク | プレシャスサマー                                       | 2020年8月6日   | 全員                       | お見事                       |
| もう梅雨前線突破ハレーション | もうバイト先生とパレーション | プレシャスサマー                                       | 2020年8月6日   | 鹿目凛                     | 気持ちはわかる               |
| ちょ、太陽例年よりでかいんじゃない？ | ちょ、太陽ねむより出たんじゃない？ | プレシャスサマー                                       | 2020年8月6日   | 全員                       | 気持ちはわかる               |
| おんなじpH 流れてる | おんなじ手鼻が出てる | 愛が地球救うんさ！だってでんぱ組.incはファミリーでしょ | 2020年10月8日  | 根本凪                     | 気持ちはわかる               |
| そのセンテンス コピペコピペBAN | そのせいです コペペコペペパン | 破!to the Future                                       | 2020年10月8日  | 藤咲彩音                   | 気持ちはわかる               |
| 毎日伝説が生まれマシマシマシ！ | もう二次元さ 遅刻 丸出し マシマシ！ | 最Ψ最好調！                                            | 2020年10月8日  | 相沢梨紗                   | お見事                       |

### 不定期
ハッシュタグ #おつまみグランプリ
2019年3月20日 - 。不定期。
リスナーお薦めのおつまみメッセージから、おつまみストの古川と藤咲が「これは是非とも今夜のお酒のお供にしたい」と思ったおつまみグランプリを認定して、その称号を与える（称号のみ）。
未鈴ちゃんに乗ってほしいジェットコースター
2020年に、番組でいきなり募集をかけた特別企画。
夏目みりんのニュースどんぶらこ
2016年 - 、不定期。
情報化社会の現代に彷徨っているあらゆるニュースの中から注目の情報をピックアップ。
夏目みりんが産休中の2021年8月5日は、弘中ひな(高咲陽菜)が代役を務めた。
ねもぺろクリニック♥
2018年12月31日 - 、不定期。
「最強の女医・ぺろりん先生が、あなたのお悩みをペロッと！解決」してくれる。助手は根本凪。
BGM：「ふたりの天使」/ ダニエル・リカーリ、など。
みりピン・クリニック♥
2020年2月21日（20日深夜）- 不定期。
悩める仔猫ちゃんが大集合。最強の女医・みりん先生と助手のピンキーが、あなたのお悩みをみりっと解決。
でんぱch.❤︎警察
2020年1月17日（16日深夜）に「でんぱch.警察25時」として「古川捜査官」が「藤咲容疑者」にまつわる疑惑を取り調べたのが発祥。
古川または藤咲の、怪しい言動を発見した時のみに発動される。

### 過去
古川未鈴の「これから、ゲームする？」
2018年3月28日 - 不定期。
ゲーマーアイドル古川未鈴に訊きたいゲームに関する疑問・質問・相談などを募集し、これからゲームしたくなるトークを届ける。略称は「これゲー」。
後に「そろゲー」へと受け継がれた。
BGM：「東京論」/ RAM RIDER、など。
バック・トゥ・ザ・カルチャー
2016年2月10日 - 、不定期。
様々な年代にタイムスリップして､当時日本で流行っていたカルチャーを振り返っていく。
パソナテック presents 届け！働きちゃん
2018年9月5日 - 26日、10月15日。
仕事に誇りと情熱をもつゲスト「働きちゃん」を迎え、仕事への想いを語ってもらう。初回はパーソナリティである古川と藤咲自らが「働きちゃん」として仕事への想いを語った。
BGM：「ピアノ協奏曲第1番 変ロ短調 作品23」/ ピョートル・チャイコフスキー、「Progress」/ kōkuaなど。
でんぱch. & SUUMO NIPPONのお部屋を世界にお届けスペシャル！
2019年2月5日 - 26日。
お部屋探しにまつわる各回のテーマを設けて、世界に発信する。
ROAD TO 丸の内駅伝2019
2019年2月6日 - 27日・3月19日。
3月2日に開催の『丸の内駅伝2019』（後述）にて、1チーム5人で走る12kmを藤咲が1人で走り、その頑張りを番組でバックアップしてゆく。ピンキー応援隊は古川・相沢・根本で、古川は現地でマネージャーとして、スペシャルサポーターの相沢は栄養面、根本はゼッケンのイラストを担当。
BGM：アイ・オブ・ザ・タイガー / サバイバー、など。
第1回きゅうりのキューちゃんいい音対決
2019年9月6日（5日深夜）。
古川と藤咲、どちらがきゅうりのキューちゃんを食べた時にいい音を出せるか勝負していく。
きゅうりのキューちゃんオリジナルレシピ
2019年9月6日（5日深夜）。
きゅうりのキューちゃんに一工夫加えたオリジナルレシピをリスナーに考えてもらう。
新・3大でんぱ調査会2015年7月 - 12月。様々な日本の3大を調査して見つける。電波に乗せて紹介すべき日本のラブな人物をピックアップ。
※コーナーに関わらずよく使われているBGM：『ニュー・シネマ・パラダイス』より「トトとアルフレード」/ エンニオ・モリコーネ、"Hototogisu Never Dies" / ☆Taku Takahashi、"LONGING LOVE（カバー）" / The Standard Club、『ヱヴァンゲリヲン新劇場版:破 オリジナルサウンドトラック』より "2EM11_B16" / 鷺巣詩郎、"Rag Time On The Rag" / 崎谷健次郎、など。

## エピソード
- 原稿は古川が、メールは藤咲が、それぞれ読むことを担当している。ただし、藤咲へ宛てたメールについては古川が読む場合もある。
- 週3回放送期には、エンディングの選曲と曲紹介を通常は月曜日に古川、火曜日に藤咲が担当。また、水曜日は主にでんぱ組.incの曲をかけた。
- リスナーによる実況ツイートも盛んであり「でんぱch.勢」と呼ばれ、しばしばTwitterの「日本のトレンド」にもランクイン。更にパーソナリティ本人が参加してくれることもある[7]。
- 藤咲による星座占いである「でんぱch.占い」は当初、星座の書かれた割り箸を引く方法だったが、深夜帯に行われたのは2015年7月9日 - 2015年7月23日の3回のみで、現時間帯になってから今の方法で復活した。また、運勢の良い星座の確率が偏っているとの評判もあるが、藤咲へ向かって走ってきて真っ先に頭上のフラッグを取った星座が1位になるという。
- 2015年8月20日に古川は、でんカルチャーにて「滝川ミリステル」なる新キャラクターとしてコーナーの進行を務めるが、新三大でんぱ調査会の「夏目未鈴」と違い、この回以降は登場する事なく現在に至る[注 11]。
- トークの途中で小芝居が織り込まれる回もあるが、スタッフが2人の性格を踏まえて楽しんで書く台本によるもの[7]。
- 「クイズ！ランキンクエスト」での古川による趣旨説明には、藤咲による多種多様な「大好き！」、でんカルチャーでは「ビックリ！」が楽しめる。また、「クイズ！ランキンクエスト」では藤咲の正解に近い回答（トス）を受けて古川が正解（アタック）することが多く、藤咲はトス神とも呼ばれる。
- 両者とも番組の初期に比べて成長し会話のキャッチボールが出来てきたというが、藤咲の持つ独自の世界観や感性からの表現もあり、古川にとって予想不可能な場合も多々ある[7]。
- でんカルチャーの判定にて聞ける「お見事」と「伸びしろ」は夢眠ねむの声。また、合間に挟まれる「でんぱちゃぁん！」ボイスは成瀬瑛美の声。オープニングトーク後の「今お聴きの放送局は、TOKYO FM でんぱch.♥でございます」は最上もがの声。「でんぱch.♥〜TOKYO DEMPA INTERNATIONAL〜」は藤咲彩音の声。
- 古川は時折、好きなゲームや漫画の話題に火が着くと調子よく脱線し、予定されたコーナーが短縮や延期となることがある。特に水曜にその傾向が強く、メール祭なのにあまりメールが読まれずに終わることが多い[7]。古川のスイッチが入り早口と隙のないトークが繰り広げられている時の、藤咲の受け答えや相槌を楽しむのも一興である。
- 2017年3月27 - 29日には、体調不良により1週間近くも休んだ後の仕事であったため人と話したくて仕方ない古川が、番組中の大半は話し続けてしまった。
- 古川はメール祭にて命名した「和菓子処 お茶々」、イタリアン料理「バルバール」、マンションの「ベルセルク」、ペットの「ピッツ」、愛車「ビシソワーズ」などについて後に、黒歴史にならないかと懸念した。また、藤咲も番組内でカメの名前を「元（げん）ちゃん」と名付けている（「元気」が由来）。
- 顔芸やダンスの振り付けの説明などを始めてしまい、パーソナリティとスタッフの笑い声は聞こえてくるが、何が起きているのかリスナーには一切伝わらない、という展開がしばしばある[42]。
- 2017年の一時期、オープニングトークにてリスナーのハンドルネームを数名読み上げる催しがあり、呼ばれた者は歓喜した。
- 2018年6月中旬の収録日に、古川はE3の取材でロサンゼルスへ出張中のため欠席。その代打として、6月18日・25日に配信の英語版および6月第4週の日本語放送では、夢眠が藤咲とともにMCを務め、持ち前のトーク能力を発揮した[43]。続いて7月第1週の日本語放送では、根本凪が藤咲による進行のもとでMCを務め、独特な語彙力で新風を吹き込んだ[44]。
- 2018年8月29日の放送では、でんぱch.を応援してくれる企業としてパソナテックが番組史上初のスポンサーに付くことを明らかにした[45]。
- 9月25日の放送では、番組グッズを要望したメールの流れから、番組ロゴを公募する展開となった。指定の期間中、Twitter上にて「 #でんぱchロゴ選手権 」で応募、いいねで投票した。それを基に10月29日の番組内にて選考・決定した。また、後半の話し合い部分は早送りで放送した。
- 11月26日には拡大版の生放送で、成瀬瑛美がゲスト。Twitterでの募集テーマ「ニューアルバムに入らなかった幻の1曲のタイトルは？」の回答を大喜利として紹介した。判定では成瀬の声による「いーね！」のSEが流れた。
- 2018年の大晦日SPでは生放送の終了時刻は21時30分だったが、同じメンバー7人がその30分後の22時から『相沢梨紗のラジオ活動 大晦日スペシャル生放送』に出演するためスタジオに着いたのは開始2分前だった。
- 番組も応援する『丸の内駅伝2019』にて、古川がスタート合図のスプレー缶方式の警笛を担当した。あらかじめ鳴らす練習ができておらず、本番では秒読み後の肝腎のスタート時に、ボタンが硬くなかなか鳴らなかった。藤咲をはじめランナーたちは戸惑ったり苦笑しながら走り出し、音は数秒遅れてスタッフの協力でようやく鳴った。その場面の動画は当日のSNSでも、藤咲の自己ベスト完走の件など以上に拡散された[46]。それら現地の模様を後日、当番組内でも放送した。
- 2019年5月10日未明、番組公式Twitterのフォロワー数が2万人を越えた。
- 9月6日（5日深夜）「でんぱch.×きゅうりのキューちゃん のちゃんちゃんコラボスペシャル」を放送した。実況勢には、きゅうりのキューちゃんにまつわる想い出を「 #でんぱキューちゃん 」付きのツイートとして推奨した。
- 9月20日（19日深夜）放送の冒頭において、前日に古川が自身の結婚を発表したライブ直後の、でんぱ組.incメンバーと共に語った録りおろし素材を放送した。続く本編はそれ以前の収録だが[47]、コーナーを変更して古川と藤咲がそれぞれの心境や感謝などを伝えた[48]。
- 11月、おつまみグランプリでやみつきニシンなどが話題に上っていたノフレ食品から番組宛てに、南極料理人シリーズの商品を贈られた。
- 2018年12月、古川による「わたしのためのおひとりさま専用ウォーカー」というツイートに対し、該当ムックを企画制作した編集の中村茉依が返信した[49]。これに端を発して縁が繋がり、中村は当番組にゲスト出演している。また2020年版の誌面には古川のグラビア&ロングインタビューや、当番組とのコラボ企画で理想のひとりメシ店についてリスナーからの意見を参考にした古川と藤咲によるイラスト、その番組収録の裏側レポートも掲載された[50]。
- 2020年1月17日（16日深夜）の回では、藤咲用の台本には無かった「でんぱch.警察25時」に突入し「古川捜査官」が「藤咲容疑者」を取り調べた。それは他局の超!A&G+の番組『藤咲彩音と髙橋彩音のあさやね！』内のコーナー「あさやね占い」が、当番組の「ピンキー！のでんぱch.♥占い」に酷似している疑惑で、問答の末に藤咲は認めて謝罪した。
- 3月27日（26日深夜）のFM放送の最終回では二人それぞれが、お互いやスタッフやリスナーへ書いた手紙を読み上げた。なお、藤咲はレターセット、古川はコピー用紙だった[51]。

## 受賞歴
- 第10回 読者が選ぶ好きなDJランキング FM部門 第1位（ラジオ番組表）[7] - 古川と藤咲の二人が2017年秋号の表紙を飾った[14]。

## イベント
EARTH×HEART LIVE 2016
（2016年4月20日、東京国際フォーラム）
当日の模様を4月22日に放送
でんぱ組.inc検定
（2017年1月7日、幕張メッセイベントホール）
第一部（特別試験監督：古川・藤咲）、第二部（特別試験監督：相沢梨紗・成瀬瑛美）、『でんぱch.♥』公開収録（出演：古川・藤咲・相沢・成瀬）
TOKYO FM公開収録
（2018年2月11日、都立井の頭恩賜公園 西園）
『東京2020ライブサイト in 2018』の一環として実施。
パソナテック presents でんぱch.♥放送500回記念〜届け！働きちゃん公開収録SP〜
（2018年9月25日、TRAVEL HUB MIX）
当日の模様を10月15日に放送。
丸の内駅伝2019
（2019年3月2日、丸の内仲通り〈丸ビル前 - 丸の内ブリックスクエア前〉）
東京マラソンウィーク2019 オフィシャルイベント。
当番組からの藤咲と古川がスペシャルゲスト。藤咲は自らも出場し、1チーム5人分の全区間12kmを1人で、ランナーを応援しながら完走した。
大会結果として計測タイムによる入賞のほか「でんぱch.賞」などの各賞も授与された。
丸の内ストリートギャラリーフォトコンテスト2018
2018年12月20日 - 2019年2月17日に募集された。
丸の内仲通り各所に設置された作品を入れて思い思いに撮影した写真を応募。審査により、受賞者への賞品の贈呈や受賞作の展示など。
古川と藤咲も応募した。

## その他のメディア
DEMPA ch. TOKYO DEMPA INTERNATIONAL
英語版。2015年7月31日の試験配信から2019年7月31日（22日更新回）までTuneIn Radioにて『TOKYO FM WORLD』内の各部とともに配信、毎週月曜日に更新された。: 出演：古川未鈴・藤咲彩音・マシューまさるバロン。
各回の配信期限まで自由に聴けたが、リスナーの多くは月曜22時から同時再生で実況ツイートを楽しみ、ハッシュタグ" #dempatfmEN "を付けた感想などを番組としても公認で募集した。
コーナー
- News welcome to Japan
- Quiz ranking quest
- Represent my hometown
- Matthew's Denglish lesson（2019年5月27日 - ）など。

また、BGMは全部でんぱ組.incの楽曲だった。

でんぱCh.♥〜TOKYO DEMPA INTERNATIONAL〜
2015年6月に開始された、『ミュージックヴィレッジ』に含まれる番組スマホケータイサイト。
放送後記のメールマガジン『でんぱch.♥学園 ピンキーの居残りレポート』は主に対話形式の記事やスナップ写真を掲載する。教師役を放送作家の"まつおさん"が2018年12月5日配信まで担当し、その翌週からは小野塚愛美が引き継いだ。2019年3月までは水曜のオンエア直後に配信されていたが、4月以降は木曜深夜のオンエアから一夜明けた金曜正午に配信。
また、タイムシフトリスニングにて今週の番組のディレクターズ・カット版が1週間限定で聴ける。
「TOKYO FM+」サイト上では初期の番組ブログのアーカイブも読める。

## 備考
- リスナーからのメール：パーソナリティへの質問・相談・苦情・むちゃぶり・番組への感想などを公式ホームページのメールフォームにて受け付けている。（#外部リンクを参照）
- Twitterのメッセージ：ツイートに" #dempatfm "を付ける。